# Kwararafa

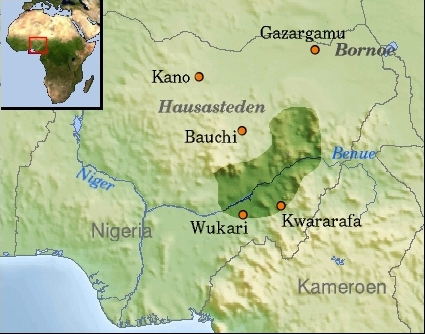
Localització de l'estat Kwararafa.

Kwararafa fou un estat multiètnic i/o confederació centrada al llarg del riu Benue en el és avui dia l'est de Nigèria. Estava localitzat al sud-oest del l'Imperi de Bornu i al sud dels estats Hausses, i molt del que sabem de Kwararafa prové d'aquestes fonts. Van augmentar la seva importància abans del 1500; va estar en conflicte amb els seus veïns més poderosos en el segle xvii, i fou reduït a un petit estat tributari al segle xviii. Es creu que Kwararafa era una confederació o casta dirigent dirigida pels moderns jukuns, o potser un nom col·lectiu donat pels seus veïns musulmans a un nombre de pobles pagans que vivien al sud.
Malgrat tot, un rei sacerdot jukun pagà com a dirigent espiritual a Wukari sembla que va estar el centre del poder de Kwararafa, però en el segle xvii, això pot haver-se estès molt més lluny. Lleó l'Africà enregistra una batuda de Bornu a territori de Kwararafa al final del segle xv, i la resistència dels cavallers de Kwararafa. Les Cròniques de Kano entre altres fonts hausses enregistren invasions exitoses del país Haussa per part de Kwararafa, concretament contra Kano al voltant de 1600, un altre cop a mitjan segle, i un altre cop el 1671. En els anys 1670 Kwararafa va assaltar Katsina, va saquejar Zaria i va llançar una invasió de Bornu. Les fonts de Bornu expliquen que Kwararafa va avançar cap a la capital Ngasargamu i van ser rebutjats en una gran batalla pel Mai Ali bin Umar. El cronista de Katsina, Dan Marina, narra que el Mai Ali va matar, ferir o capturar molts soldats de Kwararafa, i va enviar tres captius al seu dirigent, amb les seves orelles tallades i penjades al voltant dels seus colls.
Malgrat la brutalitat de les relacions, sembla que també hi va haver un període llarg de respecte entre els estats. Durant el segle xviii, comunitats de cada estat aparentment vivien en les ciutats de l'altre, i una tradició d'emissaris musulmans van servir a Kwararafa. Comunitats hausses també apareixen en el territori Kwararafa. Malgrat això, l'estat aparentment era clarament pagà, i ho va restar fins a la seva decadència en el segle xviii. Al final d'aquell segle, Kwararafa pagava tribut a Bornu. Al segle xix van ser reduïts a les petites ciutats que van resistir per un temps la gihad fulani del Califat de Sokoto.
L'estat successor, el regne de Wukari, va ser establert al voltant 1840 i resta com a estat tradicional nigerià. Han estat l'única tribu que va conquerir als hausses i una de les tribus més poderoses de Nigèria en el segle xvii.